# NXT Women’s Tag Team Championship
Die NXT Women’s Tag Team Championship (zu deutsch NXT Tag Team Meisterschaft der Frauen) war ein Frauen-Tag Team Wrestling-Titel der US-amerikanischen Promotion World Wrestling Entertainment (WWE), der nur an die Women’s Tag Team-Division des NXT-Rosters vergeben wurde.

## Geschichte
Während der NXT-Ausgabe vom 10. März 2021 gab der NXT-General Manager William Regal bekannt, dass eine neue Tag-Team-Meisterschaft für die Frauen eingeführt werde.
Die ersten Titelträgerinnen waren Dakota Kai und Raquel González. Dem Team wurden die Titel kampflos vom General Manager übergeben. Die Titel wechselten jedoch in der gleichen Nacht an Shotzi Blackheart und Ember Moon.

## Liste der Titelträger
| #  | Titelträger                                  | Nr. | Tage | Datum            | Ort                       | Veranstaltung               | Anmerkung |
| -- | -------------------------------------------- | --- | ---- | ---------------- | ------------------------- | --------------------------- | --- |
| 1  | Dakota Kai und Raquel González               | 1   | <1   | 10. März 2021    | Orlando, Florida          | NXT                         | Bekamen die Titel kampflos vom General Manager William Regal übergeben. |
| 2  | Shotzi Blackheart und Ember Moon             | 1   | 55   | 10. März 2021    | Orlando, Florida          | NXT                         | |
| 3  | Candice LeRae und Indi Hartwell (The Way)    | 1   | 63   | 4. Mai 2021      | Orlando, Florida          | NXT                         | |
| 4  | Io Shirai und Zoey Stark                     | 1   | 112  | 6. Juli 2021     | Orlando, Florida          | NXT The Great American Bash | |
| 5  | Gigi Dolin und Jacy Jayne (Toxic Attraction) | 1   | 158  | 26. Oktober 2021 | Orlando, Florida          | NXT                         | Dies war ein Scareway to Hell Triple Threat Ladder Match, an dem auch Indi Hartwell und Persia Pirotta beteiligt waren.                                                                                      |
| 6  | Dakota Kai und Raquel González               | 2   | 3    | 2. April 2022    | Dallas, Texas             | NXT Stand & Deliver         | |
| 7  | Gigi Dolin und Jacy Jayne (Toxic Attraction) | 2   | 91   | 5. April 2022    | Orlando, Florida          | NXT                         | |
| 8  | Cora Jade und Roxanne Perez                  | 1   | 14   | 5. Juli 2022     | Orlando, Florida          | NXT The Great American Bash | |
| 9  | Roxanne Perez                                | 2   | 7    | 19. Juli 2022    | Orlando, Florida          | NXT                         | Es begann für Perez eine zweite Regentschaft, nachdem Jade den Titel niederlegte. |
| —  | Titel vakant                                 | —   | 7    | 26. Juli 2022    | Orlando, Florida          | NXT                         | Perez gab den Titel freiwillig ab. |
| 10 | Katana Chance und Kayden Carter              | 1   | 186  | 2. August 2022   | Orlando, Florida          | NXT                         | Gewannen ein Fatal-Four-Way-Elimination-Tag-Team-Match gegen Toxic Attraction Gigi Dolin und Jacy Jayne, Yulisa Leon und Valentina Feroz sowie Ivy Nile und Tatum Paxley, um die vakanten Titel zu gewinnen. |
| 11 | Fallon Henley und Kiana James                | 1   | 56   | 4. Februar 2023  | Charlotte, North Carolina | NXT Vengeance Day (2023)    | |
| 12 | Alba Fyre und Isla Dawn                      | 1   | 83   | 1. April 2023    | Los Angeles, Kalifornien  | NXT Stand & Deliver         | |
| —  | Titel vereinigt                              | —   | —    | 23. Juni 2023    | Lafayette, Louisiana      | SmackDown                   | Die Titel wurden eingestellt und mit der WWE Women’s Tag Team Championship vereint. |